# Bank Syberyjski
Bank Syberyjski – jeden z banków rosyjskich okresu wojny domowej w Rosji 1917–1921.
Niejaki Polakow związany z Bankiem Syberyjskim był jedną z osób, które wzięły udział w tzw. „intrydze bankowej” (obok m.in. Karola Jaroszyńskiego). Celem tej intrygi było finansowe wsparcie przez aliantów sił antybolszewickich w Rosji.

## Literatura
- Shay McNeal, Ocalić cara Mikołaja II, Świat Książki, Warszawa 2004.